# MycoBank
MycoBank est une base de données mycologiques en ligne, qui fournit une documentation et un outil de recherche sur les noms scientifiques des champignons, en particulier les noms nouveaux et les combinaisons nouvelles, qui est complétée le cas échéant par des descriptions et des illustrations. Elle est maintenue par le  Centraalbureau voor Schimmelcultures (CBS) Fungal Biodiversity Centre (centre de la biodiversité des champignons) à Utrecht, Pays-Bas. 
Chaque nouveau nom proposé, après avoir été passé en revue par des experts en nomenclature et s’il est en accord avec le CIN (Code international de nomenclature pour les algues, les champignons et les plantes), reçoit un numéro unique d’identification avant d'être validement publié. Ce numéro peut alors être cité par les auteurs dans la publication qui présente le nouveau nom. Alors seulement, ce numéro unique est rendu public dans la base de données. 
Ce système permet de savoir quel nom a été validement publié, et en quelle année. 
MycoBank est en lien avec d’autres bases de données mycologiques, notamment Index Fungorum, Life Science Identifiers et Global Biodiversity Information Facility (GBIF).